# Hillel Slovak
Hillel Slovak (ebraico: הלל סלובק; Haifa, 13 aprile 1962 – Hollywood, 25 giugno 1988) è stato un chitarrista e musicista israeliano naturalizzato statunitense, famoso per essere stato fondatore e membro dei Red Hot Chili Peppers. Prima della sua morte, avvenuta per overdose di eroina nel 1988, pubblicò col gruppo due album in studio: Freaky Styley (1985) e The Uplift Mofo Party Plan (1987).
Nato ad Haifa, in Israele, emigrò con la sua famiglia negli Stati Uniti (prima a New York e poi nella California meridionale) quando aveva cinque anni. Nel frequentare la scuola a Los Angeles conosce Michael "Flea" Balzary e Jack Irons. Al liceo si unì insieme a Irons al gruppo What Is This? (nel quale entrò successivamente anche Flea) e alcuni anni più tardi fondò i Red Hot Chili Peppers, gruppo col quale non registrò l'album di debutto, ma solo i due successivi.
Nell'arco della sua carriera Slovak sviluppò una forte dipendenza da eroina che cercò di far cessare più volte, senza successo, fino alla morte. Fu rimpiazzato da un suo grande fan, John Frusciante, che era rimasto molto influenzato dal suo stile. A lui i Red Hot Chili Peppers hanno dedicato molte delle loro canzoni e nel 1999 suo fratello ha pubblicato un libro, Behind the Sun: The Diary and Art of Hillel Slovak contenente i suoi diari e alcuni suoi dipinti.

## Biografia

### L'infanzia e gli inizi
Hillel nacque ad Haifa il 13 aprile 1962 da madre polacca e padre jugoslavo, entrambi sopravvissuti all'Olocausto. All'età di cinque anni emigrò con la famiglia nel Queens, a New York, per poi spostarsi nella California meridionale. Nel corso della sua infanzia spese molto tempo a dipingere con sua madre, Esther. Frequentò la Laurel Elementary School a West Hollywood e la Bancroft Junior High School a Hollywood, dove conobbe i futuri musicisti Michael Balzary e Jack Irons. In occasione del suo bar mitzvah, a tredici anni, ricevette in regalo la sua prima chitarra che cominciò a suonare, spesso fino a tarda notte, ispirato dall'hard rock di Jimi Hendrix e di gruppi come Kiss e Led Zeppelin.
Durante la sua permanenza alla Fairfaix High School, dove svolse gli studi superiori, Slovak formò un gruppo, i Chain Reaction, con Irons alla batteria e altri due suoi amici Alain Johannes e Todd Strassman alla chitarra e al basso. Al primo ingaggio, la band cambiò però il nome in Anthym e fu durante una loro performance che Hillel conobbe Anthony Kiedis, col quale si trovò subito in sintonia, come descritto da Kiedis nella sua autobiografia Scar Tissue. Slovak, Kiedis e Flea divennero migliori amici e cominciarono a fare uso di droghe, tra cui LSD, cocaina, eroina e speedball.
Slovak non era soddisfatto delle performance di Strassman e iniziò a insegnare a Flea a suonare il basso elettrico. Dopo diversi mesi, questi sviluppò una buona tecnica e cominciò a suonare insieme alla band. Quando Strassman lo venne a sapere abbandonò gli Anthym, che lo sostituirono con Flea. Poco tempo dopo, il gruppo partecipò ad una Battle of Bands locale piazzandosi al secondo posto e in seguito cominciò a suonare in diversi locali di Los Angeles (nonostante i suoi componenti fossero tutti minorenni). Dopo il diploma, nel 1980, i quattro cambiarono nome in What Is This? e continuarono a suonare lungo la costa della California, mentre Flea li abbandonò per entrare nei Fear.

### I Red Hot Chili Peppers

#### Inizi
Slovak, Kiedis e Flea cominciarono a comporre alcuni brani prendendo in parte ispirazione dai lavori di una punk-funk fusion band, i Defunkt. I tre formarono quindi un gruppo chiamato Tony Flow and the Miraculously Majestic Masters of Mayhem insieme al loro vecchio amico Jack Irons, creato appositamente in funzione di un loro brano Out in L.A., l'unico suonato dalla band. La canzone era costituita da un giro di basso che Flea aveva improvvisato durante una jam session con Irons, sul quale poi Kiedis aveva cominciato a rappare. Dopo il primo show del gruppo al locale The Rhythm Lounge, il proprietario dello stesso chiese ai quattro di ritornare con almeno due canzoni invece che una sola e, dopo diverse altre esibizioni, quando il loro repertorio era già cresciuto abbastanza, cambiarono nome in Red Hot Chili Peppers.
Nei mesi successivi la produttività della band cominciò a crescere e Kiedis cominciò a scrivere quelli che sarebbero divenuti in seguito i testi di Green Heaven e True Men Don't Kill Coyotes, mentre il repertorio del gruppo cominciò a crescere fino a nove canzoni che i quattro ebbero modo di suonare in diversi locali della città, cominciando a farsi conoscere nell'ambiente underground di Los Angeles. Slovak, Kiedis e Flea si spostarono in un malfamato sobborgo di Hollywood dove portarono avanti anche la loro dipendenza da droga e in seguito viaggiarono fino a New York per suonare alcuni concerti con l'obiettivo di farsi conoscere. Subito dopo il piccolo "tour", Slovak abbandonò l'appartamento dei Red Hot per andare a vivere con la sua ragazza.

#### Il primo album e il ritorno agli Anthym
I Red Hot Chili Peppers si recarono ai Bijou Studios per registrare una demo e successivamente firmarono un contratto con la EMI. Flea abbandonò i Fear per dedicarsi esclusivamente ai Red Hot, ma nello stesso periodo anche i What Is This? avevano ottenuto un contratto e Hillel, che considerava la band di Kiedis, Flea un progetto marginale lasciò il gruppo per registrare un album insieme agli ex Anthym, ai quali si unì anche Irons. Flea rispettò la decisione, pur sapendo la band avrebbe risentito della loro mancanza. I due furono rimpiazzati con Jack Sherman alla chitarra e Cliff Martinez alla batteria, coi quali venne registrato il primo album, The Red Hot Chili Peppers.
Slovak però, non rimase soddisfatto del lavoro che stava facendo con i What Is This? e contattò Flea per chiedergli di poter ritornare a suonare insieme a loro. Le circostanze fecero sì che neanche Kiedis e Flea fossero contenti delle performance di Sherman, che avevano un sound molto diverso da quello di Hillel. Quando Flea chiese a Kiedis cosa pensasse di un possibile ritorno di Hillel Slovak nel gruppo, Anthony rispose: "Darei via il mio figlio primogenito per farlo rientrare nella band". Nel bel mezzo del tour promozionale di The Red Hot Chili Peppers Sherman fu licenziato e rimpiazzato dal suo predecessore.

#### Freaky StyleyeThe Uplift Mofo Party Plan
Slovak fu quindi riammesso nel gruppo e partecipò alla registrazione del secondo album, Freaky Styley, pubblicato il 16 agosto 1985. I What Is This? si erano ormai sciolti del tutto e anche Irons rientrò nella band quando Martinez venne licenziato, nel 1986. Flea, Slovak ma in particolar modo Kiedis continuarono a sviluppare una fortissima dipendenza da stupefacenti e i loro rapporti si fecero a mano a mano sempre più tesi. Flea ricorda che "Cominciavo a sentirmi brutto e non era divertente, la nostra comunicazione non era salutare." Kiedis iniziò a fare uso di eroina, non partecipando più attivamente alle registrazioni e lasciando agli altri una buona parte del lavoro. La band si spostò a Detroit per un breve periodo dedicato alla registrazione del loro album e sia Kiedis che Slovak consumarono cocaina. Quando Hillel ne era sotto l'influenza, spesso indossava vestiti colorati mettendosi a danzare, fornendo l'ispirazione per la canzone Skinny Sweaty Man.
Dopo un periodo di riabilitazione, Kiedis si riunì con i Red Hot a Los Angeles per cominciare la registrazione del terzo album del gruppo, The Uplift Mofo Party Plan. Slovak, in particolare, si sentì molto legato a quest'ultimo lavoro, scrive infatti in uno dei suoi diari: "È stato così divertente. Sono davvero molto contento per il lavoro di tutti. È qualcosa di geniale." Hillel era inoltre divenuto il soggetto di molte delle canzoni in esso contenute, tra cui Skinny Sweaty Man, Me & My Friends e No Chump Love Sucker, nei quali veniva chiamato da Kiedis prima dell'inizio di un assolo di chitarra con gli pseudonimi "Slim Bob Billy", "Slim" o "Huckleberry". Sempre in quest'album, Slovak ebbe modo di sperimentare altri diversi stili musicali, suonando anche il sitar nel brano Behind the Sun.

### La tossicodipendenza e la morte
(Flea a proposito della morte di Slovak.)
La dipendenza da droghe aveva accompagnato Slovak per tutta la durata della sua carriera, nonostante avesse provato a smettere a più riprese per i suoi amici e per la sua famiglia. In ogni caso il gruppo era sempre stato più preoccupato per la dipendenza di Kiedis, decisamente più esplicita e con effetti molto evidenti agli occhi degli altri Red Hot, mentre quella di Hillel aveva invece un aspetto più "subdolo" e molto più velato. Ma durante il tour promozionale di Freaky Styley la situazione cambiò. Hillel cominciò a essere troppo debole per continuare a praticare lotta libera con Flea, cosa che facevano regolarmente. Kiedis ha detto al riguardo: "Potrei dire che Hillel non aveva più forza; la dipendenza lo aveva privato di quella forza che ti permette di difenderti in qualsiasi momento. Era un periodo molto triste." Uno dei roadie della band, allarmato dalla situazione, contattò suo fratello James, che non aveva mai saputo che Hillel avesse fatto uso di eroina.
Decisi a tentare di disintossicarsi, Kiedis e Slovak smisero di farsi poco prima dell'inizio del tour europeo per l'album The Uplift Mofo Party Plan, e si accordarono affinché l'uno aiutasse l'altro a "restare puliti" dall'eroina. Il 21 gennaio 1988, Hillel scrive nel suo diario dei suoi tentativi di smettere e di "cominciare una nuova fase della vita senza la droga." Durante il tour, entrambi furono soggetti ad una forte crisi di astinenza, che però si fece sentire di più con Slovak che con Kiedis. I suoi sintomi provarono molto le sue abilità chitarristiche, portandolo addirittura, una volta, a non essere in grado di finire un concerto e obbligando gli altri membri della band a suonare senza di lui. Si riprese alcuni giorni dopo, ma Kiedis, Flea e Irons, stanchi della situazione, lo sostituirono momentaneamente con DeWayne McKnight per alcuni show. In seguito gli diedero però una seconda opportunità e Hillel ritornò a suonare con loro per finire il tour. Kiedis tentò più volte di convincerlo a farsi curare o almeno di prendere un consulto medico, ma Slovak difficilmente avrebbe ammesso quanto la sua situazione fosse grave.
Ritornato a Los Angeles però, cominciò ad isolarsi dagli altri e a cercare di resistere alla tentazione di farsi senza l'aiuto dei suoi amici, Anthony in particolare. Smise di dipingere e di scrivere nel suo diario e non si sa molto di ciò che gli accadde nelle settimane seguenti la fine del tour, durante le quali fece perdere le sue tracce, eccetto per una telefonata fatta da suo fratello James, nella quale Hillel disse di trovare molto difficile restare pulito, malgrado il forte desiderio che aveva di smettere. I suoi compagni tentarono più volte di mettersi in contatto con lui, invano. Hillel fu trovato morto dalla polizia di Los Angeles nel suo appartamento di Hollywood il 27 giugno 1988. In seguito all'autopsia, le autorità determinarono la data del decesso circa due giorni prima, il 25 giugno, per overdose di eroina. È seppellito al Mount Sinai Memorial Park Cemetery a Hollywood Hills, California. La sua ultima registrazione, una reinterpretazione di Fire di Jimi Hendrix, sarebbe stata poi inclusa negli album The Abbey Road E.P. e Mother's Milk.
Dopo la morte dell'amico, Kiedis lasciò la città e non partecipò al suo funerale, scioccato e convinto che la situazione fosse un qualcosa di surreale, onirico. Nonostante lo shock che seguì il ritrovamento del cadavere di Hillel, Anthony non ne fu subito spaventato in maniera forte e continuò a drogarsi fino a quando, alcune settimane dopo, i suoi amici lo convinsero ad entrare in riabilitazione e a far visita alla tomba. Da questo momento, Anthony non farà più uso di droghe nei successivi cinque anni. Irons non riuscì però a superare lo shock per la perdita dell'amico e lasciò il gruppo, dichiarando di non volere fare parte della band che aveva portato Slovak alla rovina. Da allora cominciò a soffrire di depressione, mentre Kiedis e Flea decisero di continuare nel progetto che il loro amico Hillel aveva contribuito a creare.

## Stile e influenze
Hillel Slovak era stato inizialmente influenzato da artisti hard rock come Jimi Hendrix, Kiss e Led Zeppelin, anche se il suo stile si basava soprattutto sull'improvvisazione, cosa molto comune fra i musicisti funk. Un'altra sua peculiarità stava in un modo di suonare estremamente aggressivo, tanto che sembrava che le sue dita potessero "sfasciarsi". Kiedis ha osservato come il suo stile si sia evoluto, dopo il periodo con i What Is This? verso un modo di suonare più fluido, con elementi diversi e un suono più pulito a scapito delle sue iniziali influenze hard rock. Nell'ultimo album con i Red Hot, Slovak ebbe modo di sperimentare elementi al di fuori della funk music più vicini al reggae e allo speed metal. I suoi riff erano spesso alla base di intere loro canzoni, le cui parti vocali, di basso e di batteria venivano scritte per completare la parte solista di chitarra. Il riff melodico inserito all'interno di Behind the Sun ispirò successivamente il gruppo a creare canzoni con una melodia più orecchiabile, ma sempre molto potente. Kiedis la considerò "pura e semplice ispirazione di Hillel". Fece anche uso di una talk box in Green Heaven e in Funky Crime e di drum machines. Nonostante il gruppo si facesse riconoscere come "The Organic Anti-Beat Box Band", Kiedis riconosce che Slovak ebbe il merito di mostrare al gruppo che strumenti elettronici come la drum machine potevano essere usati per fini artistici.

## Eredità
I lavori di Slovak sono stati sicuramente uno dei più grandi contributi alla formazione del sound originale dei Red Hot Chili Peppers. Quando dovettero mettersi alla ricerca di un nuovo chitarrista, Flea paragonò l'esperienza al cercare una nuova mamma e un nuovo papà, tanta era stata la sua influenza su di loro. Sempre Flea raccontò di come Hillel lo avesse introdotto a un nuovo genere musicale più vicino all'hard rock. Fu molto influente anche per un giovane John Frusciante che l'avrebbe ben presto rimpiazzato come chitarrista. Egli infatti si basò molto sullo stile adottato da Slovak per inserirsi bene nel gruppo e per trovare il sound giusto con Flea. Proprio come il suo predecessore anche Frusciante sviluppò una dipendenza da eroina, dalla quale riuscì però ad uscire. Le canzoni Knock Me Down (Mother's Milk), My Lovely Man (Blood Sugar Sex Magik) e "Feasting On The Flowers" vennero dedicate al chitarrista israeliano e nel 1999 il fratello James pubblicò un libro contenente i diari, i dipinti, le fotografie di Hillel e alcuni commenti di Flea e Kiedis intitolato Behind the Sun: The Diary and Art of Hillel Slovak.

## Discografia

### Con Addie Brik
- 1984 - Wattsland - EP

### Con i What Is This?
- 1984 - Squeezed - EP
- 1985 - What Is This?
- 1985 - 3 Out Of 5 Live - EP

### Con i Red Hot Chili Peppers

#### Album studio
- 1985 - Freaky Styley
- 1987 - The Uplift Mofo Party Plan
- 1988 - The Abbey Road E.P.[55]
- 1989 - Mother's Milk[55]

#### Raccolte
- 1992 - What Hits!?
- 1994 - Out in L.A.
- 1998 - Under the Covers: Essential Red Hot Chili Peppers
- 1998 - The Best of Red Hot Chili Peppers